# Kaminieli Rasaku
Kaminieli Rasaku, född 12 juli 1999, är en fijiansk rugbyspelare. Han ingick i det fijianska lag som tog silver i sjumannarugby vid OS 2024 i Paris.